# Poppler
Poppler to wolna i otwarta biblioteka programistyczna do renderowania dokumentów w formacie Portable Document Format (PDF). Jej rozwój jest wspierany przez freedesktop.org. Często używana w systemach Linux, napędza przeglądarki PDF w środowiskach GNOME i KDE.

## Historia
Projekt został zainicjowany przez Kristiana Høgsberga w dwóch celach: dostarczenia funkcjonalności renderowania PDF jako współdzielonej biblioteki, centralizacji wysiłku utrzymania oraz wyjścia poza cele Xpdf i integracji z funkcjonalnościami oferowanymi przez nowoczesne systemy operacyjne.
Wersja 0.18, wydana w 2011 roku, była kompletną implementacją standardu ISO 32000-1 – PDF. Poppler był pierwszą główną wolną biblioteką PDF wspierającą formularze (tylko Acroforms, bez pełnego wsparcia XFA) oraz funkcje adnotacji.
Poppler to fork Xpdf-3.0, przeglądarki PDF opracowanej przez Dereka Noonburga z Glyph and Cog, LLC.
Nazwa „Poppler” pochodzi z odcinka „The Problem with Popplers” serialu animowanego „Futurama”.

## Zastosowania
Znane aplikacje wolnego oprogramowania wykorzystujące Poppler:
| Aplikacja       | Biblioteki GUI |
| --------------- | -------------- |
| Evince          | GTK            |
| Inkscape        | GTK            |
| LibreOffice 4.x | GTK            |
| Okular          | Qt             |
| TeXstudio       | Qt             |
| TeXworks        | Qt             |
| Zathura         | GTK            |

## Funkcje
Poppler może korzystać z dwóch back-end do renderowania dokumentów PDF: Cairo i Splash. Funkcjonalność różni się w zależności od używanego back-endu. Trzeci back-end oparty na frameworku graficznym Qt4 o nazwie „Arthur” jest dostępny, ale niekompletny i nie jest już aktywnie rozwijany.
Niektóre cechy back-endów:
- Cairo: wygładzanie krawędzi grafiki wektorowej oraz obsługa przezroczystości obiektów[12].
  - Cairo nie wygładza rastrowych obrazów, takich jak zeskanowane dokumenty.
  - Cairo nie wymaga X Window System, więc Poppler może działać na innych platformach, takich jak Wayland, Windows lub macOS.
- Splash: Obsługuje minifikację bitmap[12].

Poppler zawiera również backend renderowania tekstu, dostępny w narzędziu wiersza poleceń pdftotext. Umożliwia przeszukiwanie ciągów znaków w plikach PDF z poziomu wiersza poleceń, np. przy użyciu narzędzia grep.
Poppler częściowo wspiera adnotacje i formularze Acroforms. Nie obsługuje jednak JavaScript ani pełnego renderowania formularzy XFA.